# Gabriel Kicsid
Gabriel Kicsid, auch Gavril und Gábor Kicsid, (* 2. April 1948 in Imeni) ist ein ehemaliger rumänischer Handballspieler. Er spielte im linken Rückraum und war zweimal Weltmeister.
Kicsid begann an der Schule mit dem Handballspielen und war für Știința und Steaua Bukarest aktiv, mit denen er 12 nationale Titel gewann. Sein größter Erfolg auf Vereinsebene war der Sieg beim Europapokal der Landesmeister 1976/77 mit Steaua.
Für die rumänische Nationalmannschaft bestritt Kicsid 205 Länderspiele, in denen er 521 Tore erzielte. Sowohl bei der Weltmeisterschaft 1970 in Frankreich als auch bei der Weltmeisterschaft 1974 in der DDR konnte er mit Rumänien den Weltmeistertitel gewinnen. Bei den Olympischen Spielen 1972 in München wurde Kicsid mit der rumänischen Nationalmannschaft Dritter und bei den Olympischen Spielen 1976 in Montreal Zweiter.